# M1 Carbine
М1 Carbine (полное наименование — US Carbine, Caliber .30, M1) — американский лёгкий самозарядный карабин времён Второй мировой войны.
В русскоязычной литературе M1 Carbine иногда ошибочно называют «бэби Гаранд» или «карабин Гаранда», но в американских источниках такие названия не встречаются.

## История

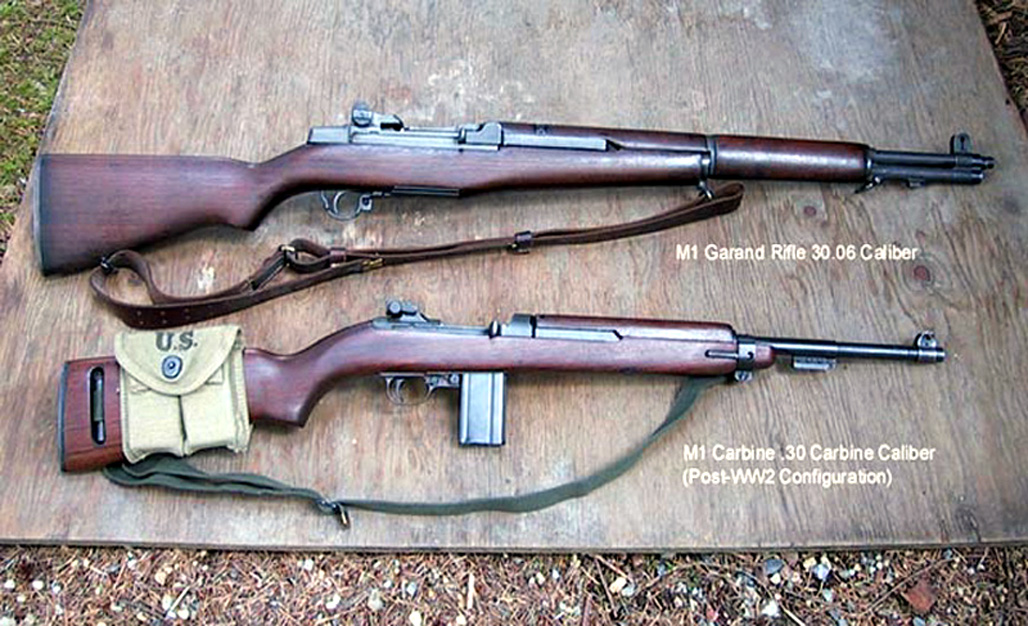
М1 в сравнении с винтовкой Гаранда.

В 1938 году в армии США впервые задумались о необходимости перевооружения военнослужащих так называемой «второй линии» (не участвующие в пехотном бою экипажи боевых машин, расчёты орудий и прочие солдаты, которым по штату не положена «полноценная» винтовка) с самозарядных пистолетов на лёгкие карабины. Причиной для этого послужила бо́льшая эффективность карабинов, меньшие затраты на обучение солдат эффективному использованию их (в сравнении с пистолетами), и, при этом, достаточно небольшие массо-габаритные характеристики. Подобные идеи созвучны современной концепции PDW («личного оружия самообороны военнослужащих»).
В 1941 году по заказу Армии США фирмой «Винчестер» был разработан новый патрон .30 Carbine (7,62×33 мм), похожий по своей мощности и конструкции на револьверный «магнум» (и впоследствии он действительно использовался в ряде револьверов). Благодаря своей высокой по меркам пистолетных боеприпасов мощности, этот патрон изредка даже считается переходным к промежуточному, но на самом деле, хотя его дульная энергия (порядка 1200 Дж) действительно была намного, примерно вдвое, выше, чем у популярных тогда армейских пистолетных патронов, всё же она оставалась ощутимо ниже, чем у появившихся позднее «настоящих» промежуточных боеприпасов (обычно имеющих в этом калибре дульную энергию порядка 2000 Дж), и не превосходила показателей популярных в США пистолетных и револьверных патронов класса «магнум» (хотя, например, один из использующихся в наше время промежуточных патронов 5.45х39 имеет дульную энергию 1100—1500 Дж, что вполне близко к показателям 7.62х33) Кроме того, его короткая пуля с круглым носком имела достаточно посредственную баллистику, быстро теряя скорость, что также не позволяет напрямую сравнивать его с промежуточными патронами, которые снаряжаются остроносыми пулями, рассчитанными на ведение огня на сравнительно большие дальности. В целом, однако, затруднительно дать однозначное определение класса этого патрона, видимо, наиболее корректно то обозначение, которое было дано ему при принятии на вооружении — «карабинный» (Carbine), по тому единственному (на тот момент) образцу оружия, в котором он использовался, и для которого он, по сути, и был спроектирован.
Под этот новый патрон фирмой Winchester был разработан и лёгкий самозарядный карабин. За основу его конструкции была принята схема газового двигателя, разработанная Дэвидом Уильямсом.
Это было элегантное, похожее на лёгкий охотничий самозарядный карабин, оружие. Карабин был коротким, удобным и необременительным в обращении, имел массу всего в 2,6…2,8 кг в снаряжённом виде, — то есть, был существенно легче, чем пистолеты-пулемёты того времени; в крайних случаях из него можно было стрелять с одной руки, как из пистолета. Несмотря на «форм-фактор» полноценного лёгкого карабина с деревянной ложей, по сути это был пистолет-карабин, тяготеющий по назначению и характеристикам к таким классическим образцам этого класса, как Mauser C96 или артиллерийский «Люгер».
Попав в действующую армию в 1941 году, когда США уже вступили во Вторую мировую войну, карабины М1 быстро завоевали огромную популярность. Карабин М1 напоминал уменьшенный вариант «полноразмерной» винтовки M1 Garand, бывшей основным оружием американской пехоты, благодаря ряду общих черт в конструкции и дизайне. М1 успешно применялся в ближнем бою, превосходя по кучности и меткости одиночного огня любые пистолеты-пулемёты того времени благодаря лёгкому запирающемуся во время выстрела затвору вместо массивного свободного и курковому ударно-спусковому механизму вместо стрельбы «с заднего шептала». Мягкая (по сравнению с винтовками) отдача могла провоцировать на частую стрельбу, впрочем, у американских солдат не было проблем с нехваткой патронов. Правда, прицельная дальность стрельбы из карабина не превышала 275 м, что прежде всего было связано с неудачной с точки зрения баллистики формой пули.
В 1944 появился M2 Carbine, отличавшийся наличием в ударно-спусковом механизме автоспуска, позволяющего вести огонь очередями, переводчика видов огня слева на ствольной коробке, а также секторным магазином ёмкостью 30 патронов. Вполне вероятно, что его появление стало ответом на применение немцами StG-44, — во всяком случае, хронология событий позволяет прийти к такому выводу. При этом большая часть карабинов М2 была получена не производством на заводе «с нуля», а в полевых условиях, установкой на имеющиеся М1 специального набора деталей (обозначения наборов — T17 и T18). Между тем, эффективность автоматического огня из такого лёгкого оружия, даже при умеренной мощности патрона, оказалась низка, кроме того, его ведение негативно сказывалось на долговечности оружия, поэтому М2 не получил такого широкого распространения, как его прототип, — было выпущено около 600 тысяч экземпляров, включая переоборудованные из М1.
Во время войны в Корее M2 Carbine занимал нишу автоматов. Оживальный носик пули обеспечивал хорошее останавливающее действие на коротких дистанциях. Однако автоматический огонь из столь лёгкого оружия приводил к слишком сильному подбросу ствола, что делало стрельбу на длинные дистанции бесполезной. В целом, M2 Carbine заметно уступал пистолетам-пулемётам в управляемости непрерывным огнём. Из-за баллистики пули огонь одиночными выстрелами не достигал точности винтовки M1 Garand. Кроме того, в морозную погоду автоматика карабина работала не идеально.
В снайперский вариант пытались переделать и карабины М1 и М2. Карабин М1Е7 с оптическим прицелом не имел успеха. На основе М2 выполнили карабин М3 с креплением для ночного активного прицела «Снайперскоп» на месте штатного открытого. Чтобы уменьшить засветку прицела вспышкой выстрела, карабин снабдили пламегасителем. Выпущено было всего 2100 штук.

## Устройство

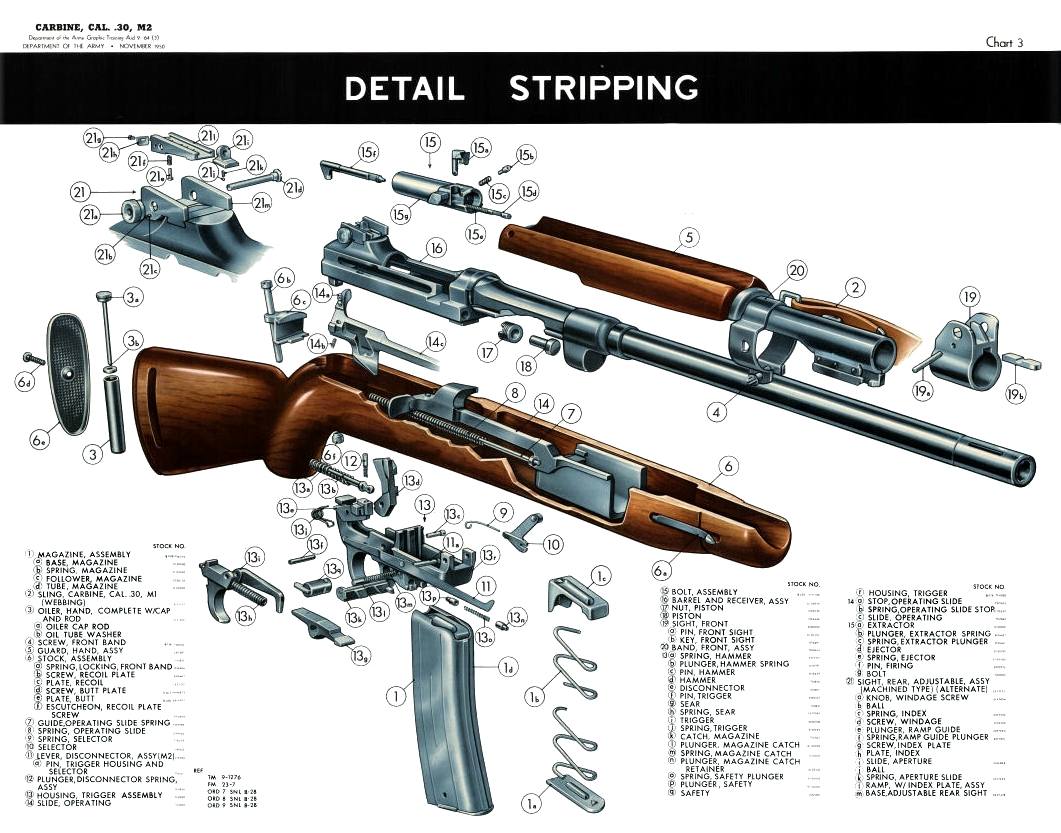
Устройство автоматического карабина М2.

М1 имел относительно простую для своего класса конструкцию, адаптированную к массовому производству и весьма технологичную по меркам промышленности США. Оружие имело газоотводный двигатель с коротким (всего порядка 8 мм) ходом газового поршня, расположенный под стволом. При выстреле поршень коротким энергичным толчком передаёт энергию затворной раме, дальнейшая работа автоматики происходит за счёт инерции подвижных частей, а также воздействующего на донце гильзы остаточного давления газов в канале ствола. Затворная рама вместе с возвратной пружиной располагалась внутри цевья под стволом, за пределами ствольной коробки, скользя расположенным справа отростком по ступеньке на её боковой наружной поверхности, что позволило свести к минимуму габариты самой ствольной коробки, снизив тем самым общую массу оружия. Расположенный справа на затворной раме отросток, совмещённый со взводной рукоятью, непосредственно осуществлял отпирание-запирание и открывание-закрывание затвора при помощи фигурного паза со скосом. Затвор запирался поворотом по часовой стрелке на два боевых упора за вырезы ствольной коробки.
Ударно-спусковой механизм — курковый. Оружие имело кнопочный предохранитель в передней части спусковой скобы, который блокировал спусковой крючок и шептало при нажатии на кнопку; на поздних выпусках он был заменён на рычажок, так как кнопку можно было легко перепутать с расположенной перед ней такой же кнопкой защёлки магазина. На М2 имелся переводчик видов огня в виде вертикального рычажка, расположенный на ствольной коробке слева в районе окна для выброса гильз. Полноценной затворной задержки оружие не имело, однако находящуюся в крайне заднем положении затворную раму можно было зафиксировать, нажав кнопку у основания взводной рукояти. Магазины могли снаряжаться из обойм на 15 патронов, причём без использования каких либо дополнительных устройств — направляющие для установки обоймы имелись на самих магазинах.
Детали оружия изготавливались преимущественно на металлорежущих станках, однако по американским меркам М1 считался достаточно технологичным и недорогим в производстве оружием: армии каждый экземпляр обходился в 45 долларов, при том, что закупочная цена винтовки М1 Гаранд составляла $85, пистолета-пулемёта Томпсона — $209 в начале войны и до $45 ближе к концу, пистолета Кольт М1911 — порядка $12. За все годы выпуска было произведено более 6 миллионов экземпляров карабина. Кое-где он до сих пор используется в полиции и аналогичных структурах; в США его выпуск продолжается несколькими фирмами, уже в качестве гражданского оружия, часто с теми или иными отличиями в конструкции и внешнем дизайне.
Карабин сравнительно быстро и просто разбирался и собирался, для этого было необходимо ослабить винт на ложевом кольце (ранние выпуски имели неразрезное кольцо с пружинной защёлкой), сдвинуть его вперёд, вынуть механизм оружия из деревянных деталей ложи, отсоединить удерживаемую шпилькой спусковую коробку, снять затворную раму и вынуть затвор.
На некоторых карабинах применялись ружейные гранатомёты M8.
Начиная с 1944 года под стволом карабинов появляются приливы для установки штыков М4.

## Производители
В 1941—1945 гг. карабины М1 производились для вооружённых сил США на значительном количестве предприятий ряда американских компаний, среди которых:
- Winchester Repeating Arms Company
- IBM — International Business Machines Corporation
- Rock-Ola Manufacturing Corporation

После окончания Второй мировой войны карабины M1 и их коммерческие модификации выпускались ещё несколькими оружейными компаниями, среди которых:
- Springfield Armory
- Howa Machinery Company Ltd. (на военном арсенале в городе Нагоя)
- «Auto-Ordnance»
- «Chiappa Firearms» (Италия)
- Inland Manufacturing (США)

## Модификации

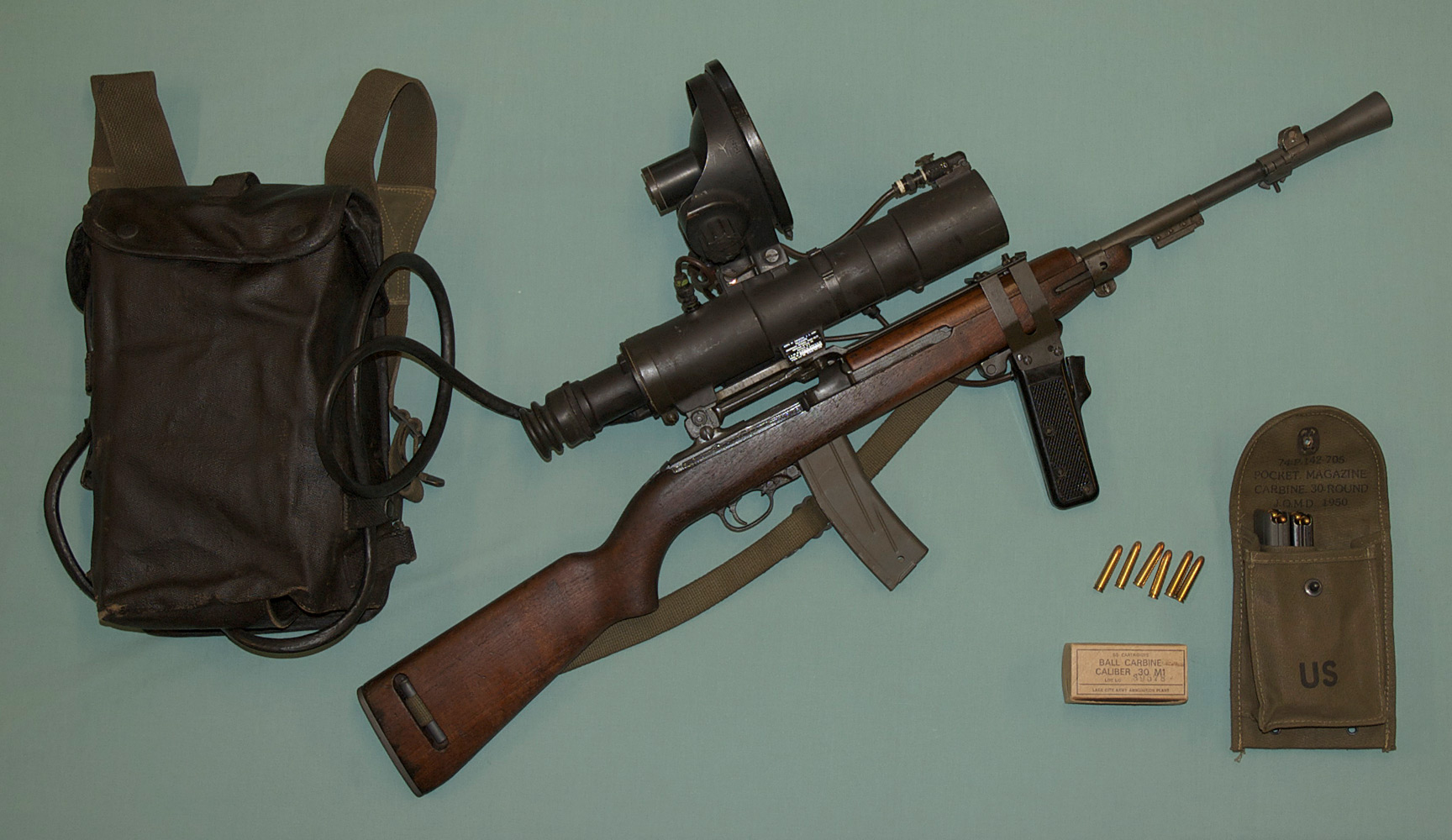
M3 Carbine с ночным прицелом «Снайперскоп»

- М1А1 — карабин для парашютно-десантных частей, со складным металлическим прикладом; выпущено 150 000 шт.
- М1А2 — М1 с изменёнными прицельными приспособлениями, серийно не выпускался.
- М1А3 — М1А1 с изменённым складным прикладом, серийно не выпускался.
- M2 Carbine образца 1944 года — вариант с возможностью ведения автоматического огня с темпом 750 выстрелов в минуту. Вместе с карабином М2 был принят на вооружение новый секторный магазин на 30 патронов, полностью взаимозаменяемый с магазинами на 15 патронов.
- M3 Carbine — «снайперский карабин», модификация автоматического карабина М2, заключавшаяся в установке креплений для инфракрасных ночных прицелов, а также съёмного пламегасителя. На карабин М3 могли быть установлены ночные прицелы первого поколения М1, М2 и М3. Выпущено примерно 3000 шт.
- M1 Enforcer — послевоенная коммерческая гражданская модификация без приклада и с укороченным стволом, разработанная фирмой «Universal Firearms» (Майами, штат Флорида). Ствол изготавливался из стали марки 4140. Производство начато в конце 1967 года[4].
- «Le MAG» — коммерческая модификация под 11,43-мм патрон .45 Winchester Magnum, созданная в начале 1990-х годов фирмой «Ле МАГ» (конструктор Тим Ле Жандр), кроме того, вместо штатной деревянной ложи на карабины устанавливалась новая, изготовленная из чёрной пластмассы[5].
- в 2000-е годы компания «Auto-Ordnance» выпустила серию реплик карабина M1 под патрон 7,62х33 мм:
  - Auto-Ordnance AOM110 — реплика M1 времён Второй мировой войны с берёзовой ложей, но без крепления для штыка
  - Auto-Ordnance AOM120
- в 2008 году компания «Auto-Ordnance» выпустила новую серию реплик карабина M1 под патрон 7,62х33 мм[6]:
  - Auto-Ordnance AOM130 — точная реплика M1 времён Второй мировой войны с ореховой ложей[6]
  - Auto-Ordnance AOM150 — точная реплика M1A1 времён Второй мировой войны со складным металлическим прикладом[6]
  - Auto-Ordnance AOM160 — «тактическая модификация» со складным прикладом, ложей и пистолетной рукоятью, которые изготовлены из чёрной пластмассы[6]
- компания «LSI Citadel» (США) выпускала:
  - Citadel M1 Carbine — конверсионный вариант M1 под патрон 9×19 мм «Parabellum»
  - Citadel M1-22 — конверсионный вариант M1 под патрон .22LR
- компания «Chiappa Firearms» выпускала собственные модификации[7]:
  - Chiappa M1-9 — модификация M1 под патрон 9×19 мм «Parabellum» с питанием от 15-зарядных магазинов от пистолета Beretta 92
  - Chiappa M1-22 — модификация M1 под патрон .22LR
- компания «Inland Manufacturing» (США) выпускает:
  - M1 1944 — точная реплика M1 времён Второй мировой войны со стволом Type 2 и магазином на 10 патронов
  - M1 1945 — точная реплика M1 времён Второй мировой войны с креплением для штыка и магазином на 15 патронов
  - M1 Jungle — точная реплика M1 времён Второй мировой войны с коническим пламегасителем и магазином на 15 патронов
  - M1 Scout — модификация M1 с полимерной ложей, цевьём с планкой Пикатинни, коническим пламегасителем и магазином на 15 патронов
  - M1A1 Paratrooper — точная реплика M1A1 времён Второй мировой войны со складным прикладом и магазином на 15 патронов
  - M30-C — современная версия M1 типа EBR (Enhanced Battle Rifle)
  - T30 Sniper Carbine — точная реплика «снайперской» версии M1 под обозначением T3 времён Второй мировой войны[8]

В 1967 году западногерманская фирма ERMA начала выпуск карабина M-22 (который представлял собой копию карабина М1 под патрон .22 LR и предлагался на экспорт в качестве гражданского охотничьего и спортивно-тренировочного оружия).

## Аксессуары
- В 1944 году на вооружение армии США был принят единый стандартизованный штык-нож М4 (Bayonet-Knife M4) для карабина M1 Carbine и винтовки M1 Garand

## Страны-эксплуатанты

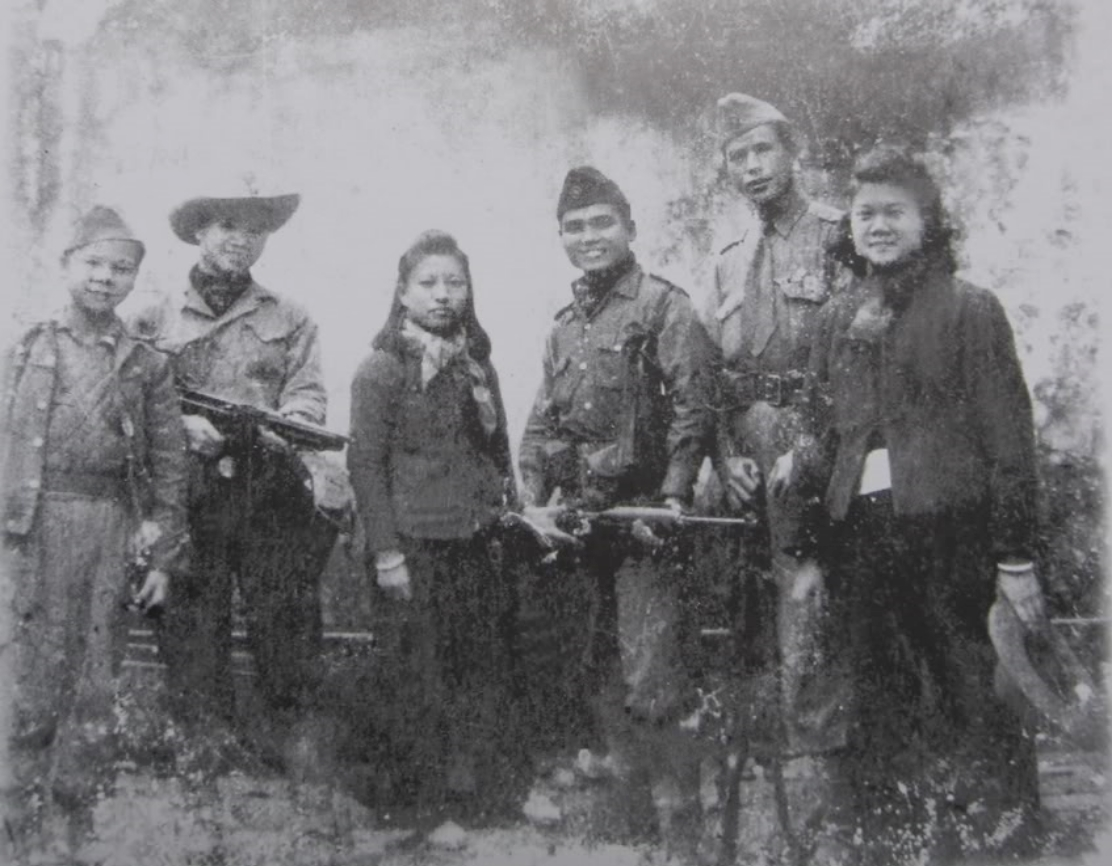
Партизаны 2-го взвода 102-го батальона Армии освобождения Вьетнама, командир взвода с карабином М1 (декабрь 1946)

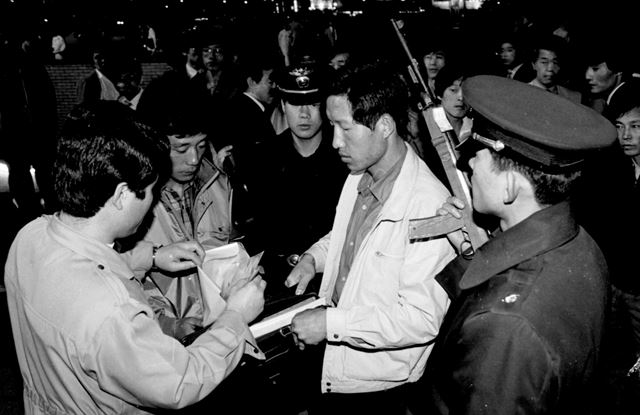
Южнокорейский полицейский с карабином М1 (1975 год)

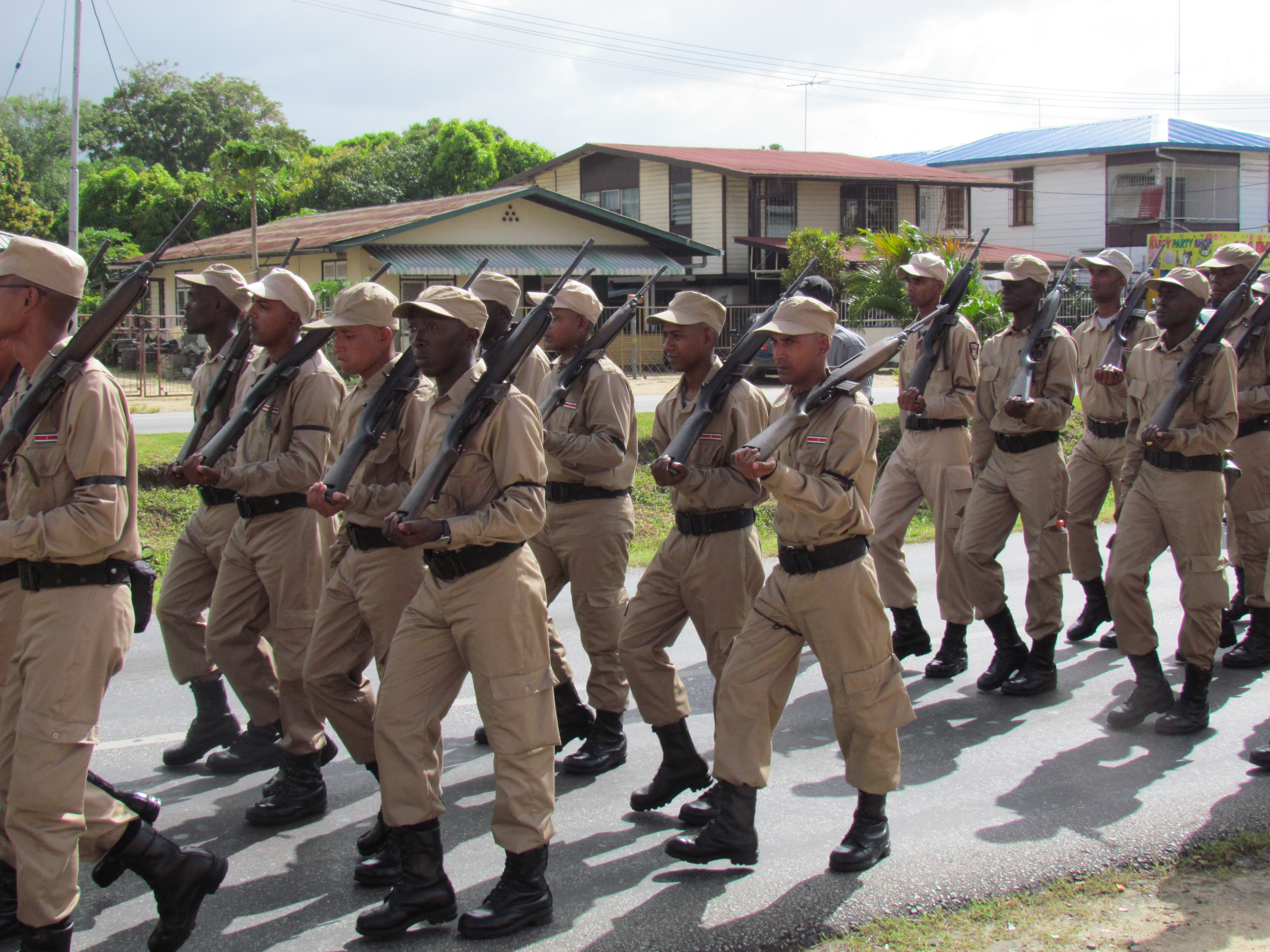
Военнослужащие Суринама с карабинами М1 (6 апреля 2013 года)

- США — состоял на вооружении отдельных категорий военнослужащих США (преимущественно командного состава, военнослужащих «второй линии» и вспомогательных подразделений), национальной гвардии и полиции США.
- Великобритания — 25.362 поставлено по программе ленд-лиза во время Второй мировой войны[10]
- Вьетнам — некоторое количество захваченных у французских войск трофейных карабинов использовалось партизанами Вьетминя в ходе войны за независимость 1945—1954 гг. (и в дальнейшем, поступили на вооружение подразделений Вьетнамской Народной армии); позже, трофейные карабины использовались партизанами НФОЮВ[11]
- Нацистская Германия — трофейные карабины поступали на вооружение под наименованием Selbstladekarabiner 455(a)
- Греция — после объявления 12 марта 1947 года «доктрины Трумэна», был принят закон о предоставлении военной помощи Греции и Турции (Assistance to Greece and Turkey Act of 1947), в соответствии с которым США начали поставки вооружения в Грецию. После начала 25 июня 1950 года войны в Корее правительство Греции отправило в состав войск ООН пехотный батальон (с целью упрощения снабжения боеприпасами вооружённый карабинами М1). Позднее из США было получено дополнительное количество карабинов М1 (в дальнейшем постепенно снятых с вооружения и замененных автоматами HK G3)
- Ирландия — некоторое количество было в руках повстанцев ИРА, которые из этого оружия отражали нападение лоялистов в Шорт-Стрэнде, католическом анклаве протестантской части Белфаста
- Китайская Республика — 361 поставлен по программам военной помощи из США во время второй мировой войны и 115.948 в 1951—1968 гг. http://www.bavarianm1carbines.com/carbinesnara.html
- Коста-Рика — в 1955 году из США было получено 2000 шт. карабинов М1 и М2, после подписания в 1962 году соглашения с США о поставках в страну военного снаряжения в период до 1964 года было получено дополнительное количество карабинов М1, в 1975 году по программе FMS из США поставили ещё 6000 шт. карабинов М1 и М2. В дальнейшем, карабины М1 и М2 были постепенно сняты с вооружения военизированных формирований (но даже в 2000 году некоторое количество оставалось на вооружении полиции в сельских районах страны и на складском хранении)[12]
- Куба — после Второй мировой войны начали поступать на вооружение кубинской армии (до марта 1958 года правительство Ф. Батисты могло закупать их в кредит), некоторое количество трофейных карабинов оказалось у партизан Ф. Кастро[13]; оставались на вооружении по меньшей мере до конца 1961 года[14]
- Норвегия — после Второй мировой войны 98.267 карабинов получено по программе военной помощи из США[15], они использовались под наименованием Selvladekarabin M1
- Панама — 917 M1 и M2 было получено из США, они находились на вооружении вооружённых сил Панамы до декабря 1989 года, когда в ходе вторжения США в Панаму все панамские вооружённые формирования были разоружены и расформированы[16]
- Суринам — после предоставления независимости в ноябре 1975 года на вооружении армии Суринама осталось стрелковое оружие нескольких различных систем (в том числе, карабины М1, которые продолжали использовать на протяжении длительного времени)
- Франция — 96.983 поставлено по программе ленд-лиза во время Второй мировой войны \ https://www.webcitation.org/5w2uyAZkN?url=http://lend-lease.airforce.ru/documents/files/Part_3A_pages_1-26.pdf \ и 155.356 по программе военной помощи после её окончания http://www.bavarianm1carbines.com/carbinesnara.html
- Федеративная республика Германия — в 1946 году командование оккупационных войск США начало передавать для вооружения полиции Баварии (находившейся в американской зоне оккупации) американское стрелковое оружие армейского образца (всего с 6 февраля 1946 до 30 июля 1947 года было передано 14 647 карабинов М1, в 1952—1954 гг. свыше 2700 из них передали на вооружение полиции Нижней Саксонии)[17]; после создания бундесвера, самозарядные M1 поступили на вооружение под наименованием G54, а автоматические карабины M2 — под наименованием G55. 9 мая 1955 года ФРГ была принята в НАТО и приняла на себя обязательства о стандартизации используемого вооружения и боеприпасов, в 1959 году на вооружение приняли автомат HK G3, но в 1963 году по программе военной помощи из США были получены ещё 34.192 карабина[15]
- Южная Корея — в сентябре 1948 года при выводе оккупационных войск США с Корейского полуострова часть вооружения эвакуируемых войск США была передана для формируемых подразделений южнокорейских войск[18], дополнительное количество было получено во время Корейской войны 1950—1953 гг., после окончания которой они остались на вооружении. После перевооружения войск более современным оружием М1 были сняты с вооружения армии, но остались на вооружении отдельных категорий сотрудников полиции и на складах мобилизационного резерва. В 2010 году южнокорейское правительство обратилось к США с предложением разрешить возврат в США оставшихся 770 160 карабинов М1 для их продажи на внутреннем рынке США в качестве гражданского оружия, но это предложение было отклонено[19]
- Япония — после окончания Второй мировой войны полученные из США по программе военной помощи карабины поступили на вооружение сил самообороны Японии